# Nemestrinus ales
Nemestrinus ales är en tvåvingeart som först beskrevs av Newman 1841.  Nemestrinus ales ingår i släktet Nemestrinus och familjen Nemestrinidae. Inga underarter finns listade i Catalogue of Life.